# 搖滾夏令營
《搖滾夏令營》是2008年迪士尼頻道原創電影，由Matthew Diamond 執導，並由Alan Sacks製作。電影中的音樂由Julie Brown、Paul Brown、Regina Hicks和Karen Gist填詞。
在2008年1月25日，正值迪士尼頻道另一部原創電影穿梭時空好小子的宣傳期時，迪士尼宣佈搖滾夏令營將會在2008年6月20日首映。搖滾夏令營是第二部由迪士尼頻道首播後，再經由ABCThe Wonderful World of Disney 播影的DCOM，並可在網上觀看。搖滾夏令營由強納斯兄弟，以及第一次當主角的黛咪·洛瓦特主演。在美國首播時有9百萬名觀眾，是迪士尼頻道原創電影收視率的第三高，僅次於歌舞青春2及少年魔法師電影版。

## 故事簡介
故事敘述一個充滿才華卻缺乏自信的女孩以及一名迷失自我的當紅歌手之間，由音樂串起的愛情及自我成長
女主角蜜琪(黛咪·洛瓦特 飾演)是個才華洋溢，卻對自己沒有自信心的女孩，而男主角夏恩(喬.強納斯 飾演)則是當紅樂團中被寵壞了的大牌小天王，在五光十色的名人世界中迷失了真正的自己。
一直夢想能成為歌手的蜜琪對終於有機會參加她夢寐以求的夏令營「搖滾夏令營(Camp Rock)」感到欣喜若狂，而驕傲的夏恩同時也因為團員的安排而被迫當夏令營的老師。
無意之間，夏恩聽見蜜琪自彈自唱的一首曲子，這麼一首歌，使夏恩找回了當初喜愛音樂的單純心情，也讓夏恩從迷失的世界中走出來，但當夏恩想要看清唱歌的人的真面目時，蜜琪早已消失無蹤。夏恩便下定決心要找出這感動人心的歌聲的主人...

## 音樂及戲情介紹
電影以Connie (Maria Canals Barrera), Steve (Ed Jaunz) 和 Mitchie Torres (黛咪·洛瓦特)─ 一個懷有大志，希望成為歌手的年輕音樂家 (Who Will I Be)在家吃早餐的情節作為開始。Mitchie希望能夠參加搖滾夏令營，但因為報名費昂貴而被母親拒絕。但之後Mitchie的母親獲得一個機會讓她在夏令營裡擔任飲食服務；而Mitchie能夠以優惠價參加搖滾夏令營的活動──前提是Mitchie需要到廚房幫她母親的忙。
Mitchie到達夏令營不久便認識了Caitlyn Gellar (艾莉森·斯通勒), Lola Scott (Aaryn Doyle), Barron James (Jordan Francis), 和 Sander Loyer(Roshon Fegan)等人；並遇上搖滾夏令營的天后：Tess Tyler (米格納·傑特·馬汀)──流行天后T.J. Tyler (Jennifer Ricci)的女兒，以及Tess的兩位"好朋友"─Peggy Warburton (Jasmine Richards) 和 Ella Shang (Anna Maria Perez de Tagle)。
被寵壞的小天王Shane Gray (Joe Jonas)因為他惡劣的態度和不好的名聲，而被他的同伴Jason (Kevin Jonas) 和 Nate (Nick Jonas)在到達夏令營時趕下車，並被指派到當營裡的舞蹈導師，為期一個月。當車子正要駛開場地時， Nate通知Shane需要與夏令營閉幕會裡的冠軍錄製一首合唱歌曲，夏令營閉幕會是每個營友演出、比賽，希望爭取冠軍的音樂會。當Shane到達營地不久，就受到歌迷們熱烈的追求，他躲在近食堂的灌木叢裡。 Mitchie 看到食堂沒有人，於是在鋼琴前自彈自唱自己創作的歌(This Is Me 鋼琴版)，恰巧被躲藏在灌木叢裡Shane聽到。這首歌的內容給了Shane的啟示、激勵了他...正當Shane希望下決心希望能認識她時，Mitchie 已經離開了食堂。
在開幕音樂會上，Mitchie對Lola的表演 (What It Takes) 讚佩不已，並無意中遇到Tess。在極度渴望能夠溶入大家的情況下，Mitchie向Tess謊稱母親是中國版勁歌金曲的CEO。Tess、Peggy和 Ella 感到驚訝，並邀請Mitchie搬遷至她們的地方。次日早上，Mitchie偷走出來到廚房幫母親的忙時遇上Shane。為免被Shane認出，Mitchie用麵粉掩飾自己的臉。Shane對早餐一事作出投訴，Mitchie感到不滿。下午，Shane擔任Mitchie的舞蹈堂導師，並教他們Hip-pop(Start the Party) 。
Shane期後開始在營裡找尋那把女聲，但並不成功。Caitlyn曾經向Mitchie提過Shane尋找女聲的活動，但Mitchie以Shane從未聽過自己唱歌而認定Shane要找的女聲並不是她。Tess意外地發現她與Shane的關係，並發現Mitchie是廚師女兒的秘密。就在Connect's 3表演完他們的新歌後(Play My Music)，Tess向全場人揭發了這個秘密，令Shane當場感到心碎。
之後，Tess無意中聽到Shane與Brown的談話，並知道Shane找尋的女聲正是Mitchie，所以她想避免Mitchie參加夏令營閉幕會。利用她母親送給她的手鏈，Tess預先把它放在廚房裡，並向Brown謊報她相信是Caitlyn和Mitchie偷了她的手鏈。當Brown在廚房裡找到Tessh的手鏈時，他禁止Caitlyn和Mitchie參加期後夏令營的所有活動，包括閉幕會。
就在夏令營閉幕會開始之前，Tess、Peggy和 Ella正進行最後一次的綵排。當事情搞糟後，Tess指責她們，Peggy忍不往退出了組合，Ella其後也跟蹤退出。在閉幕會裡，Ella加入了Barron 和 Sander 表演的歌曲 (Hasta La Vista)。第二個出場表演的Tess看到母親來了，Tess便充滿自信地表演；可惜到了表演的中段，Tess看到母親只顧聽電話而忽略她的表演時，因為分心，Tess差點跌倒在台下。Tess期後衝到後台痛哭。
最後一項臨時的項目是由Margaret Dupree( Peggy)表演。當 Peggy表演完她的歌曲(Here I Am)並回到後台時，Tess向她和Ella作出道歉，並對Peggy的表演作出讚賞。正當Shane、Nate和Jason三位評判在為參賽者評分時，Mitchie在台上演唱(This Is Me)。Shane聽到後才明白原來他一直尋找的女聲就是Mitchie，並與她一起合唱了一小段的(Gotta Find You) 。Peggy贏得夏令營閉幕會的冠軍，Tess也向Mitchie和Caitlyn承認她對手鏈不翼而飛一事說了謊、並道了歉。最後，全部演員同唱We Rock。
在DVD裡的加長版本中，加插一段了夏令營完結三個月後，Caitlyn在她家的車房裡起了一個錄音室，她邀請了 Mitchie, Tess, Peggy, Ella 和Lola一起錄製一首歌(Our Time Is Here)的片段。

## 演員
- Mitchie Torres (Demi Lovato)臺灣配音：丘梅君
- Shane Gray (Joe Jonas) 臺灣配音：蘇振威
- Nate (Nick Jonas)臺灣配音：李世揚
- Jason (Kevin Jonas)臺灣配音：陳宏瑋
- Tess Tyler (米格納·傑特·馬汀)臺灣配音：龍顯蕙
- Caitlyn Gellar (艾莉森·斯通勒)
- Ella (Anna Maria Perez de Tagle)
- Margaret "Peggy Warburton" Dupree (Jasmine Richards)臺灣配音：高幼帆
- Connie Torres (Maria Canals Barrera)臺灣配音：劉小芸
- Steve Torres (Edward Jaunz)
- Barron (Jordan "J-Man" Francis)
- Saunder (Roshon Fegan)
- Lola Scott (Aaryn Doyle)
- "Brown" (Daniel Fathers)臺灣配音：康殿宏
- Dee La Duke (Julie Brown)

## 原聲帶
原聲帶並沒有根據歌曲在電影裡播放既先後而定。
1. We Rock - Camp Rock Film Cast
2. Play My Music - Jonas Brothers (Connect 3)
3. Gotta Find You - Joe Jonas(Shane)
4. Start the Party - Jordan Francis
5. Who Will I Be? - Demi Lovato (Mitchie)
6. This Is Me - Demi Lovato & Joe Jonas (Mitchie & Shane)
7. Hasta La Vista - Jordan Francis & Roshon Fegan (Barron & Sander)
8. Here I Am - Renee Sandstrom (Peggy)
9. Too Cool * - Meaghan Jette Martin (Tess)
10. Our Time Is Here # - Demi Lovato, Meaghan Jette Martin, Aaryn Doyle, Renee Sandstrom
11. 2 Stars - Meaghan Jette Martin (Tess)
12. What It Takes - Aaryn Doyle (Lola)
13. We Rock  - Julianne & Miguel Escueta

*Mitchie, Ella, & Peggy 在電影裡當伴唱

#只限加長版

## 尼爾森收視率
| 電視台         | 日期          | 觀眾 (百萬) |
| -------------- | ------------- | ----------- |
| Disney Channel | 2008年6月20日 | 8.86        |
| Family         | 2008年6月20日 | 0.85        |
| ABC            | 2008年6月21日 | 3.47        |
| ABC Family     | 2008年6月22日 | 3.73        |

## 全球首播
| 地區 | 頻道                                                                       | 日期                                                    |
| --- | -------------------------------------------------------------------------- | ------------------------------------------------------- |
| 美國 | Disney Channel on Demand Disney Channel ABC ABC Family                     | 2008年6月17日 2008年6月20日 2008年6月21日 2008年6月22日 |
| 加拿大 | Family On Demand Family （英文）, VRAK.TV （法文）                         | 2008年6月17日 2008年6月20日                             |
| 拉丁美洲 (墨西哥, 委內瑞拉 & 哥倫比亞)                                                                      | Disney Channel North Latin America Disney Channel Play Jetix Latin America | 2008年7月6日 2008年7月11日 2008年7月12日                |
| 巴西 | Disney Channel Brazil                                                      | 2008年7月6日                                            |
| 日本 | Disney Channel Japan                                                       | 2008年8月1日                                            |
| 台灣(中華民國)                                                                                              | Disney Channel Taiwan                                                      | 2008年9月12日                                           |
| 拉丁美洲 南部 (阿根廷, 智利, 秘魯, 玻利維亞, 巴拉圭 和 烏拉圭)                                              | Disney Channel South Latin America Disney Channel Play Jetix Latin America | 2008年8月3日 2008年8月8日 2008年8月10日                 |
| 意大利 | Disney Channel Italy                                                       | 2008年9月27日                                           |
| 亞洲 (汶萊，柬埔寨，東帝汶，香港, 印尼，南韓，老撾，馬來西亞, 緬甸，巴基斯坦，菲律賓, 新加坡，泰國, & 越南) | Disney Channel Asia Disney Channel @ PLAY (只限新加坡)                     | 2008年9月7日 2008年8月31日                              |
| 葡萄牙 | Disney Channel Portugal                                                    | 2008年9月16日                                           |
| 英國 | Disney Channel (UK & Ireland) BBC One                                      | 2008年9月19日 2008年12月23日                            |
| 德國 | Disney Channel Germany (付費電視)                                          | 2008年9月19日                                           |
| 澳洲 | ORF 1                                                                      | 2008年9月20日                                           |
| 西班牙 | Disney Channel Spain                                                       | 2008年9月20日                                           |
| 法國 | Disney Channel France                                                      | 2008年9月23日                                           |
| 紐西蘭 | Disney Channel New Zealand                                                 | 2008年9月26日                                           |
| 澳洲 | Disney Channel Australia                                                   | 2008年9月26日                                           |
| 中東 | Disney Channel Middle East                                                 | 2008年10月3日                                           |

## DVD/藍光光碟發行
DVD和藍光光碟均以"Camp Rock: Extended Rock Star Edition名義於8月19日在美國發行，澳洲於9月26日發行。另外在其他國家，會在11月發行，而英國則延至12月1日發行。
DVD和藍光光碟版本都會包括一些額外的特載。
- 加長版結尾
- 獨唱和卡啦OK功能
- "How To Be A Rock Star”
- "Jonas Brothers: Real Life Rock Stars"
- "介紹 Demi Lovato"
- "Too Cool: Setting The Stage"
- "Hasta La Vista: From Rehearsal To Final Jam”"
- 音樂錄影帶
- "Camp Memories" - 劇照展覽

## 續集
搖滾夏令營"的續集正在計劃中。迪士尼表示續集正在醞釀之中，不過要取決於Jonas Brothers和黛咪·洛瓦特的繁忙檔期。新角色的試鏡己於八月開始，電影將會在Haliburton的Wanakita營地，Minden的Kilcoo，Ontario營地拍攝。Ontario營地正是第一部電影的拍攝地。The cast are expected to begin filming again in late spring or summer 2009.
```
Disney Channel World的總裁
Gary Marsh
，在
紐約日報
 中證實戲組已經在寫《搖滾夏令營 2》的戲本。
[
6
]
```

Acting Info blog的發表者Alan Baltes表示《搖滾夏令營 2》已暫定於2009年6月7日首播。因為《搖滾夏令營》已經播出，因此《搖滾夏令營 2》的前期製作可能需要立刻進行。正式拍攝日期不會在2009年頭開始。 黛咪·洛瓦特、強納斯三兄弟、 Meaghan Jette Martin、艾莉森·斯通勒、Anna Maria Perez de Tagle、Jasmine Richards、Maria Canals Barrera、Jordan Francis和Aaryn Doyle都會演出《搖滾夏令營 2》；而Daniel Fathers、Julie Brown和 Roshon Fegan 暫時未被列入戲組之中。
根據The Hollywood Reporter，所有主要演員均希望回歸《搖滾夏令營 2》，而戲中會有強納斯家族的小弟─Frankie Jonas作為客串嘉賓。

## 外部連結
- 迪士尼搖滾夏令營官方网站 （页面存档备份，存于）
- ABC家庭频道搖滾夏令營官方网站 （页面存档备份，存于）
- 互联网电影数据库（IMDb）上《搖滾夏令營》的资料（英文）
- Demi Lovato Fan Site https://web.archive.org/web/20080820030556/http://demi-lovato.uber.com/homepage  (NOT in affiliation with Demi Lovato. Fan created and Fan run)